# Quyền tư hữu (kinh tế)
Quyền tư hữu là các cấu trúc thực thi xã hội về mặt lý thuyết trong kinh tế để xác định cách sử dụng và sở hữu tài nguyên hoặc kinh tế. Tài nguyên có thể được sở hữu bởi (và do đó là tài sản của) các cá nhân, hiệp hội hoặc chính phủ. Quyền tài sản có thể được xem như là một thuộc tính của một lợi ích kinh tế. Thuộc tính này có bốn thành phần  và thường được gọi là một nhóm các quyền:
1. quyền sử dụng hàng hóa
2. quyền kiếm thu nhập từ hàng hóa
3. quyền chuyển giao hàng hóa cho người khác, thay đổi, từ bỏ hoặc phá hủy nó (quyền chấm dứt sở hữu)
4. quyền thực thi quyền sở hữu

Trong kinh tế, tài sản thường được coi là quyền sở hữu (quyền đối với số tiền thu được từ tài sản) và kiểm soát tài nguyên hoặc hàng hóa. Nhiều nhà kinh tế cho rằng quyền tài sản cần phải được cố định và cần phải diễn đạt mối quan hệ giữa các bên khác để có hiệu quả hơn.

## Vai trò của quyền tư hữu đối với sự phát triển kinh tế và chính trị
Các nhà kinh tế học cổ điển như Adam Smith và Karl Marx thường nhận ra tầm quan trọng của quyền tư hữu trong quá trình phát triển kinh tế và các nhà kinh tế chính thống hiện đại đồng ý với sự công nhận này. Một lời giải thích được chấp nhận rộng rãi là các quyền tư hữu nếu được thực thi tốt sẽ tạo động lực cho các cá nhân tham gia vào các hoạt động kinh tế, như đầu tư, đổi mới và trao đổi, dẫn đến một thị trường hiệu quả hơn. Sự phát triển của quyền tư hữu ở châu Âu trong thời trung cổ là một ví dụ. Trong thời đại này, toàn bộ quyền lực chính trị  rơi vào tay các chế độ quân chủ cha truyền con nối, những kẻ này lạm dụng quyền lực của họ để bóc lột các nhà sản xuất, đánh thuế tùy tiện hoặc từ chối trả các món nợ. Việc thiếu bảo vệ quyền sở hữu đã tạo ra rất ít động lực cho chủ đất và thương nhân đầu tư vào đất đai, vốn vật chất hoặc nhân lực hoặc công nghệ. Sau Nội chiến Anh 1642-1646 và Cách mạng Vinh quang năm 1688, sự thay đổi quyền lực chính trị khỏi vua Stuart đã dẫn đến việc tăng cường quyền sở hữu của cả chủ sở hữu đất đai và tư bản. Do đó, sự phát triển kinh tế nhanh chóng đã diễn ra, tạo tiền đề cho Cách mạng Công nghiệp.
Quyền tài sản cũng được cho là giảm chi phí giao dịch bằng cách cung cấp một giải pháp hiệu quả cho các xung đột về nguồn lực khan hiếm. Thực tiễn, sử dụng dữ liệu lịch sử của các thuộc địa cũ của châu Âu, Acemoglu, Johnson và Robinson tìm ra bằng chứng thuyết phục rằng các thể chế kinh tế tốt - những tổ chức cung cấp quyền tư hữu an toàn và bình đẳng về cơ hội - mang đến sự thịnh vượng kinh tế.
Quyền tài sản có thể liên quan chặt chẽ đến sự hình thành trật tự chính trị, do nó bảo vệ quyền lợi kinh tế của một cá nhân.     North, Wallis và Weingast cho rằng quyền tư hữu bắt nguồn để tạo điều tạo tiền đề cho các hoạt động trục lợi của giới thượng lưu. Đặc biệt, các hệ thống pháp lý và chính trị bảo vệ các quyền của giới thượng lưu đối với các khoản thu tiền thuê nhà tạo nên cơ sở của cái gọi là "trật tự truy cập hạn chế", trong đó những người không thuộc giới tinh hoa bị từ chối tiếp cận quyền lực chính trị và các đặc quyền kinh tế. Ví dụ, trong một nghiên cứu lịch sử về nước Anh thời trung cổ, North và Thomas phát hiện ra rằng sự phát triển mạnh mẽ của luật đất đai của Anh trong thế kỷ 13 xuất phát từ lợi ích của giới thượng lưu trong việc khai thác doanh thu tiền thuê đất từ quyền sở hữu đất đai sau khi giá đất tăng đột ngột vào thế kỷ thứ 12. Ngược lại, "trật tự truy cập mở" ngày nay, bao gồm một hệ thống chính trị dân chủ và nền kinh tế thị trường tự do, thường bao hàm các quyền tư hữu rộng rãi, an toàn và cá nhân hóa. Quyền tài sản phổ quát, cùng với cạnh tranh kinh tế và chính trị không chính đáng, coi nhẹ vai trò của việc trục lợi và thay vào đó ủng hộ những đổi mới và hoạt động sản xuất trong nền kinh tế hiện đại.